# Sideridis brunnea
Sideridis brunnea är en fjärilsart som beskrevs av Tutt 1891. Sideridis brunnea ingår i släktet Sideridis och familjen nattflyn. Inga underarter finns listade i Catalogue of Life.